# Hajime Sugiyama

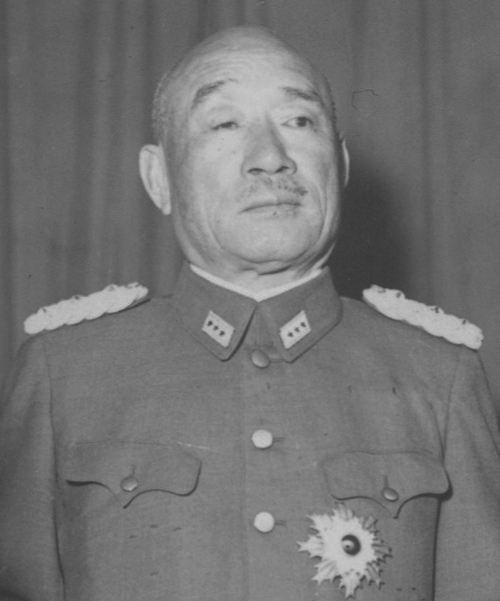
Hajime Sugiyama

Hajime Sugiyama (杉山 元, Sugiyama Hajime / Sugiyama Gen, 1 de janeiro de 1880 - 12 de setembro de 1945) foi um marechal de campo japonês e um dos líderes militares do Japão durante a maior parte da Segunda Guerra Mundial. 

## Carreira
Como Ministro do Exército em 1937, Sugiyama foi uma força motriz por trás do lançamento de hostilidades contra a China em retaliação ao Incidente da Ponte Marco Polo. Depois de ser nomeado Chefe do Estado-Maior do Exército em 1940, ele se tornou um dos principais defensores da expansão para o Sudeste Asiático e da guerra preventiva contra os Estados Unidos. Após a eclosão das hostilidades no teatro do Pacífico da Segunda Guerra Mundial, Sugiyama serviu como comandante-em-chefe de fato do exército até sua remoção pelo primeiro-ministro Hideki Tojo em fevereiro de 1944. Após a deposição de Tojo em julho de 1944, ele mais uma vez ocupou o cargo de Ministro do Exército no gabinete de Kuniaki Koiso até sua dissolução em abril de 1945. Dez dias após a rendição do Japão, em 2 de setembro de 1945, ele cometeu suicídio.